# Мосбахи, Хасуна
Хасуна Мосбахи (араб. حسونة المصباحي‎; 1950, Alaâ, Кайруан — 4 июня 2025) — тунисский писатель, литературный критик и независимый журналист.

## Биография
Хасуна Мосбахи родился в 1950 году в деревне Дхехибат в провинции Кайруан, Тунис, и изучал французский язык в Тунисском университете.
Он подвергался преследованиям со стороны правительства Хабиба Бургибы и поэтому искал убежища в Европе, переехав в Мюнхен, Германия, в 1985 году. Он вернулся в Тунис в 2004 году.
Он опубликовал четыре сборника рассказов и шесть романов, которые были переведены на немецкий и английский языки. Он также опубликовал десятки переводов французских литературных произведений на арабский язык.
Его работы завоевали несколько литературных премий, включая Мюнхенскую художественную премию (за немецкий перевод его романа «Фаршишская галлюцинация») и Премию Мохамеда Зефцефа за художественную литературу 2016 года (за роман «Тунисская сказка»). В 2010 году он отказался от приза «Выбор судей» от Prix Littéraires COMAR D’OR за свой роман Ramād al-ḥayāh (Пепел жизни) по причине, которую он описал как «причины, которые он оставит при себе».
В последнее время он жил в Хаммамете, Тунис.

## Политические взгляды и противоречия
Мосбахи открыто высказывался против тунисской революции 2011 года в интервью и речах, а также в своём романе 2015 года «Ašwāk wa-yāsamīn» («Шипы и жасмин»). Его политическая позиция подверглась резкой критике.

## Избранные произведения

### Романы
- Miḥan tūnisiyya (Тунисские невзгоды), 2017
- Baḥṯan ʻan al-saʻāda (В поисках счастья), 2017
- ʼAšwāk wa-yāsamīn (Шипы и жасмин), 2015
- La nasbahou fi enahri maratayn  , 2020
- Yatīm al-dahr (Сирота эпохи), 2012
- Ramād al-ḥayāh (Пепел жизни), 2009
- Hikāyat tūnisiyya (Тунисская сказка)[англ.], 2008. Перевод на английский в 2012 году — Макс Вейс[англ.][4]
- Nuwwārat al-diflā (Олеандр), 2004. Перевод на немецкий (Der grüne Esel), 2013, Регина Карачули[12]
- Wadāʻan Rawzālī (Прощание с Розали), 2001. Перевод на немецкий (Adieu Rosalie), 2004, Эрдмут Хеллер[13]
- al-ʼAḵirūn (Другие), 1998
- Halwasāt Taršīš (Фаршишская галлюцинация), 1995. Перевод на немецкий (Rückkehr nach Tarschisch) Регины Карачули.

### Рассказы
- Haḏayān fī al-ṣaḥrāʼ (Мир в руках праведников), 2014
- al-Sulaḥfāh (Черепаха), 1997, 2000
- Hikāyat junūn ibnat ʻammī Hanniya (История безумия моей кузины Ханнии), 1986
- Laylat al-ḡurabāʼ (Ночь незнакомцев), 1997